# 장수홍
장수홍(張壽弘, 1942년 12월 19일~2024년 11월 2일)은 대한민국의 기업인으로 청구그룹의 회장을 역임했다.
경상북도 칠곡 인동면 출신이며, 1942년 12월 19일 출생했다. 대구사범학교를 거쳐, 부산대학교 섬유공학과를 졸업했다. 1973년부터 1998년까지 청구그룹에 근무하였다, 1973년 대구광역시 중구에서 청구주택개발을 창업했다. 부산대학교 섬유공학과 재학중에 일본어를 배우기 위하여 건축잡지를 보던중에 주택사업에 관심을 두게 되었다. 1973년 회사 설립당시 경상북도 대구시 동구 범어동(현재 대구시 수성구 범어동)에 단독주택을 건설하였으며  자본금은 2000만원으로 설립하였지만 1980년대 개발붐을 타고 경상북도 대구시가 1981년 7월 1일 대구직할시로 승격됨에 따라 대구시내의 급속한 개발 영향으로 대구시내 곳곳에 고층아파트를 건설하여 대구 시민들로부터 좋은 호응을 받았으며 대구, 경북지역의 고층아파트분양이 성공적인 영향을 받아, 이후에는 서울과 수도권 지역으로 시장을 확대해 나갔다.대구광역시, 경상북도에서 아파트 분양 사업을 시작해서, 1980년대에 계열사 확장을 통하여 (주) 청구, 청구산업개발, 청구주택, 청구조경등의 계열사를 설립하게 되었다. 1994년 TBC 대구방송(SBS의 대구경북 네트워크가맹)의 지역민방 허가권과 운영주체에 확정되었으며 장수홍 회장이 공모한 주식이 상장되어 겹경사를 맞이하기도 하였다.
현재 청구그룹은 해체되었으며 청구주택 역시 지난 2010년 5월 자금난을 견디지 못해서 최종 부도 처리되어 그룹계열사들은 모두 사라진 상태다. 당시 김영삼정부의 지역민방 사업신설로 인하여 SBS 네트워크가맹 대구지역민방 설립 당시 TBC 대구방송의 허가를 받기 위하여 청와대 고위 공직자들에게와 김영삼 전 대통령의 아들 김현철 씨에게 뇌물을 건낸 혐의로 검찰에 기소되었으며 당시에 장수홍 회장이 회삿돈을 유용, 횡령하였던 것과 배임 혐의로 기소되었다. IMF 구제금융사건 직후, 대구지법에 화의 신청을 하였으나 법원에서 법정관리 쪽을 권유하여서 결국 법정관리로 진행되었다. 대구지방법원으로부터 기업재산 보전처분은 받았으나 장수홍 회장은 청구 경영진 비리및 특정경제범죄 가중처벌법 위반혐의로 1998년 5월 26일 대구지방검찰청에서 구속영장을 신청하여 구속되었다. 1998년 11월 23일 대구지방법원 1심에서 특정경제범죄가중처벌상의 배임 및 사기, 횡령 혐의가 적용되어 대구지검으로부터 징역 10년형을 구형받아서 1심인 대구지방법원에서 징역 6년 6개월을 선고받았으나 1년뒤인 1999년 10월 5일 항소심인 2심 재판에서 대구 고등법원으로부터 징역 5년으로 감형하여 징역 5년형을 선고받았다. 그리하여 2003년 6월까지 교도소에 수감되었다. 1998년 10월 5일 구속수감 당시는 대구교도소에 구속수감되어 대구교도소에서 수감생활을 하였으나 장수홍 회장의 자택이 서울시내에 있어 집과 교도소가 거리가 멀다는 점을 감안하여 대구가 아닌 서울과 가까운 교도소에 수감하게 해달라고 이감을 신청하였다. 2001년 10월 5일 이감 신청을 교정당국이 받아들여져서 대구교도소에서 경기도 의정부교도소로 이감 조치되었다. 징역 5년 선고한 대구고등법원 항소심 이후 대법원 상고를 포기하여 형이 확정되었다.  여전히 241억에 달하는 세금을 미납하고 있다. 2003년 6월 대구고등법원의 징역 5년형 선고로 인하여 대구교도소에서 복역하다 2001년 10월 5일 의정부교도소로 이감조치하여 남은 형기를 의정부 교도소에서 복역후 만기 출소하였다. 출소이후에는 특별한 행보를 보이지 않았으며 대구,경북지역과도 인연을 끊었다. 장 전회장은 출소한 뒤 한동안 칩거생활을 했다. 출소이후 서울에서 자택이 경매로 넘어가 처분되어 경기도 성남시에 거주하면서 일체 외부에 얼굴을 드러내지 않았다. 주변 사람들은 “장 전회장은 집에서 쉬고있다. 재기를 모색할 의사가 없는것으로 알고있다”고 전했다. 은둔해 있던 장 전회장이 다시 회자된 것은 재기를 모색하면서이다.
그는 타인 명의로 소규모 회사인 E사를 설립, 2006년 경기도 평택에서 산업단지개발사업을 추진했다. 이 사업은 초기만 해도 순탄하게 진행됐다. 금융기관들로부터 출자의향서와 참여의향서 등을 발급받은데 이어 평택시와 면적 4.3km2, 사업비 3조7000억원 규모의 산업단지를 개발한다는 양해각서를 체결했다. 하지만 돈이 문제였다. 금융기관과 건설사들이 사업 참여의 전제조건이 부실하다는 이유로 특수목적법인(SPC) 설립에 참여하지 않아 위기를 맞았다. 장 전회장은 어떻게 해서든 사업을 이어나가려 했으나, 2011년 1월 평택시가 업무협약을 해지하면서 완전히 무산됐다. 사업을 포기할 수 없었던 장 전회장은 아들로부터 소개받은 대학친구 서모씨가 관심을 보이자 “평택시와 공동으로 토지개발사업을 추진 중”이라며 투자를 권유해 12억원을 빌렸다. 2007년에 10억원을 빌린 뒤 2008년에 다시 2억원을 빌렸지만, 프로젝트가 점점 어려워지면서 돈을 갚지 못했다. 결국 장 전회장은 2011년 10월 서씨의 돈을 가로챈 혐의로 재판에 넘겨졌다. 검찰은 “(장 전회장이) 개발사업을 벌이다 자금이 부족해지자 임의로 사업계획서를 만들어 담보도 없이 돈을 빌렸다”며 특경법상 사기혐의로 그를 불구속 기소했다. 2011년 재기를 노리던중에 사기혐의로 불구속 기소되었으나 검찰이 무죄취지로 법원에 재판 회부하여 증거 불충분과 사기혐의가 성립되지 않는점을 감안하여 무죄판결이 났다.
2024년 11월 2일 밤에 숙환으로 사망하였다.

## 가족 관계
- 배우자: 김시임
  - 장남: 장경진 (1969년 ~ )
    - 첫째 며느리: 장평

  - 차남: 장동진
    - 둘째 며느리: 서미희

  - 딸: 장은진
    - 사위: 장동균